# 濱野幸一
濱野 幸一（はまの こういち、1964年〈昭和39年〉5月6日 - ）は、日本の経産官僚。

## 来歴
福島県相馬郡鹿島町（現・南相馬市鹿島区）出身。福島県立原町高等学校を経て、1989年（平成元年）3月、東京大学法学部を卒業。同年4月、通商産業省に入省。1996年（平成8年）6月にはフランスに留学し、パリ政治学院を修了。
入省後、経済産業省大臣官房参事官（人事政策担当）、中小企業庁事業環境部財務課長、製造産業局産業機械課長、経済産業大臣秘書官事務取扱、中小企業庁事業環境部金融課長、経済産業省大臣官房参事官（エネルギー政策担当）、資源エネルギー庁資源・燃料部政策課長、経済産業省大臣官房会計課長などを歴任。
2016年（平成28年）2月29日、独立行政法人石油天然ガス・金属鉱物資源機構副理事長に就任。副理事長として石油・天然ガスや金属・鉱物の安定供給の確保に携わった。その後、同機構の特命審議役を経て、2018年（平成30年）7月25日、内閣官房内閣審議官に就任。経済協力インフラシステムの輸出促進政策に携わった。
2020年（令和2年）7月20日、関東経済産業局長に就任。
2022年（令和4年）7月1日、特許庁長官に就任。
2024年（令和6年）7月1日、内閣府科学技術・イノベーション推進事務局長に就任。

## 年譜
- 1988年（昭和63年）9月 - 国家公務員試験Ⅰ種（法律）試験に合格[4]
- 1989年（平成元年）
  - 3月 - 東京大学法学部卒業[4]
  - 4月 - 通商産業省入省[4]
- 2007年（平成19年）7月 - 経済産業省大臣官房秘書課人事企画官[4]
- 2008年（平成20年）11月 - 経済産業省大臣官房参事官（人事政策担当）[4]
- 2009年（平成21年）7月 - 中小企業庁事業環境部財務課長[4]
- 2010年（平成22年）
  - 8月 - 製造産業局産業機械課長[4]
  - 9月 - 経済産業大臣秘書官事務取扱[4]
- 2011年（平成23年）
  - 1月 - 中小企業庁事業環境部金融課長[4]
  - 10月 - 経済産業省大臣官房参事官（エネルギー政策担当）[4]
- 2012年（平成24年）10月 - 資源エネルギー庁資源・燃料部政策課長[4]
- 2015年（平成27年）6月 - 経済産業省大臣官房会計課長[4]
- 2016年（平成28年）2月 - 独立行政法人石油天然ガス・金属鉱物資源機構副理事長[4]
- 2018年（平成30年）
  - 4月 - 独立行政法人石油天然ガス・金属鉱物資源機構特命審議役[4]
  - 7月 - 内閣官房内閣審議官[4]
- 2020年（令和2年）7月 - 関東経済産業局長兼地域経済産業グループ長[4]
- 2022年（令和4年）7月 - 特許庁長官[4]
- 2024年（令和6年）7月 - 内閣府科学技術・イノベーション推進事務局長[5]